# Alfons A. Nehring
Alfons A. Nehring (* 12. August 1890 in Bischwitz; † 9. Dezember 1967 in Würzburg) war ein deutscher Sprachwissenschaftler, der während der NS-Zeit in die USA emigrierte.

## Werdegang
Alfons A. Nehring studierte Philologie an der Universität Breslau und Berlin. 1915 erfolgte seine Promotion zum Dr. phil. und 1923 seine Habilitation. Von 1923 bis 1930 war er Mitglied der philologischen Fakultät der Universität Breslau. Von 1924 bis 1927 war Mitglied der nationalliberalen Deutschen Volkspartei. An der  Universität Würzburg hatte er von 1930 bis 1933 eine Professur für komparative Linguistik inne.

## Emigration
Nach der Machtübernahme der Nationalsozialisten (1933) wurde der Katholik Nehring als „Halbjude“ aufgrund des Berufsbeamtengesetzes (§ 3) entlassen. Er konnte in die USA emigrieren, wo er von 1938 bis 1943 an der Marquette University in Milwaukee lehrte. Anschließend erhielt er 1943 einen Ruf an die katholische Fordham University in New York, wo er bis 1952 lehrte. In New York war er Gründungsmitglied des Council for a Democratic Germany.

## Rückkehr
1952 kehrte Nehring nach Deutschland zurück, wo er wieder  als  Professor für komparative Linguistik an der Universität Würzburg arbeitete. Dort war er von 1953 bis 1955 Rektor. 1958 wurde er emeritiert.